# 지유 (가수)
지유(본명:이윤지 1991년 12월 3일 ~)은 대한민국의 전 치치 멤버 및 가수 및 서브보컬을 맡았었다 2009년도 이화여자대학교를 입학하여 2014년에 이화여자대학교를 졸업하였다.

## 프로필
- 이름: 이윤지
- 출생: 1991년 12월 3일
- 신체: 162cm, 44kg, A형
- 데뷔: 2011년 치치 싱글앨범 《장난치지마》
- 소속: 트로피엔터테인먼트
- 학력: 이화여자대학교 한국음악과
- 취미: 피아노 연주
- 특기: 해금 연주

## 생애
이윤지는 서울특별시에서 2녀 중 막내로 태어났다 2011년 치치 멤버이자 서브보컬을 맡았고 2009년 이화여자대학교를 입학하여 2014년 이화여자대학교를 졸업하였다

## 학력
- 국립국악중학교 (졸업)
- 국립국악고등학교 국악과 (졸업)
- 이화여자대학교 한국음악학과 (졸업)